# Gastronomía de Georgia

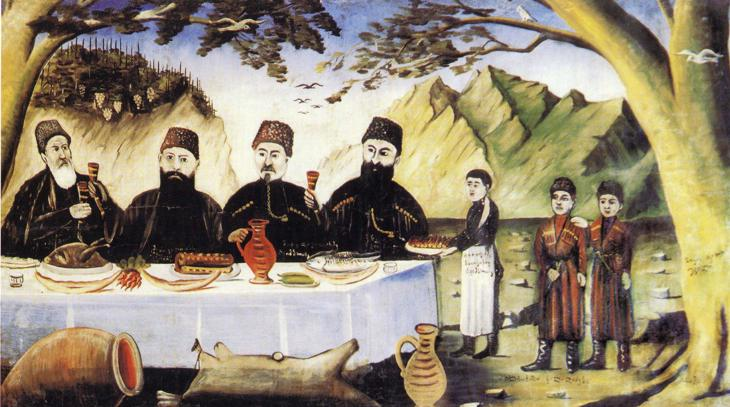
Representación artística de la supra (სუფრა) por el pintor georgiano Pirosmani. La supra es un festín vinculado con la cultura omnipresente del acogimiento y forma una parte importante de la vida social de los Georgianos que consideran sus invitados como regalos divinos.

La Gastronomía de Georgia consiste en un conjunto de tradiciones culinarias asociadas al territorio de Georgia. Cada región tiene su propio estilo tradicional de preparación. Puesto que Georgia ha sido bajo dominio extranjero muchas veces durante su historia y era involucrada en la Ruta de la Seda, se puede observar similitudes con las gastronomías del Medio Oriente y de Europa.

## Platos principales

### Sopas y Guisos

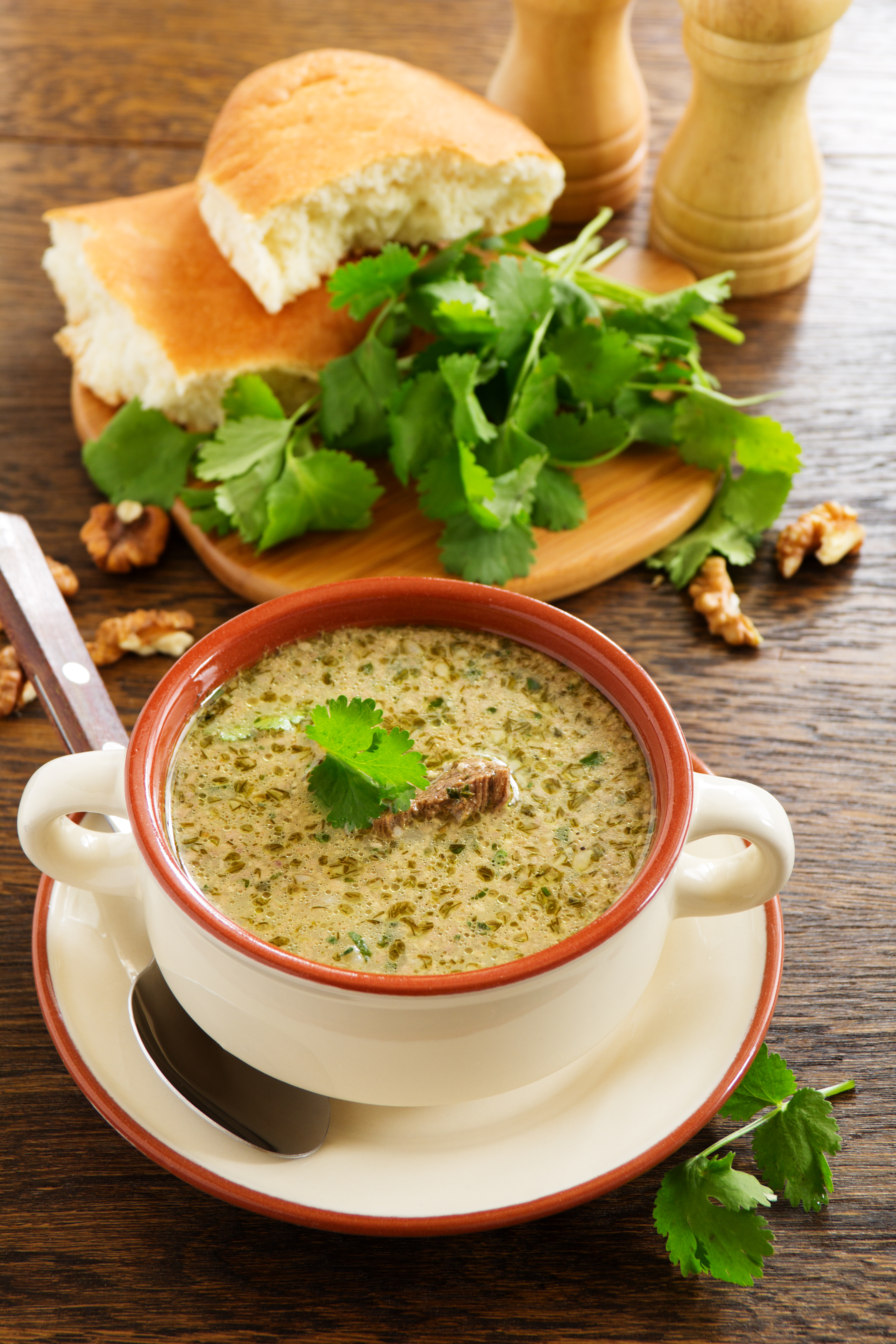
Jarcho
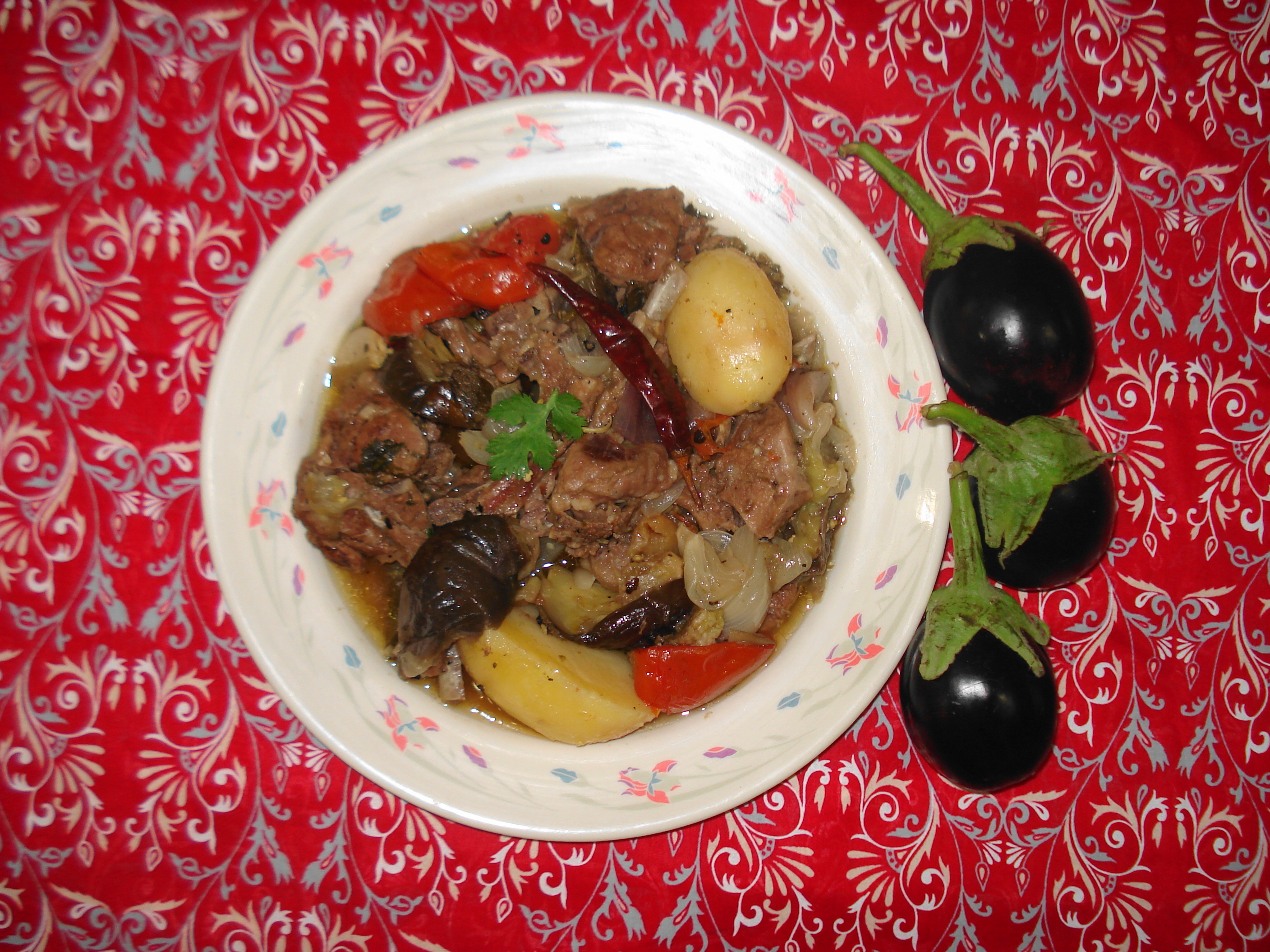
Chanaji
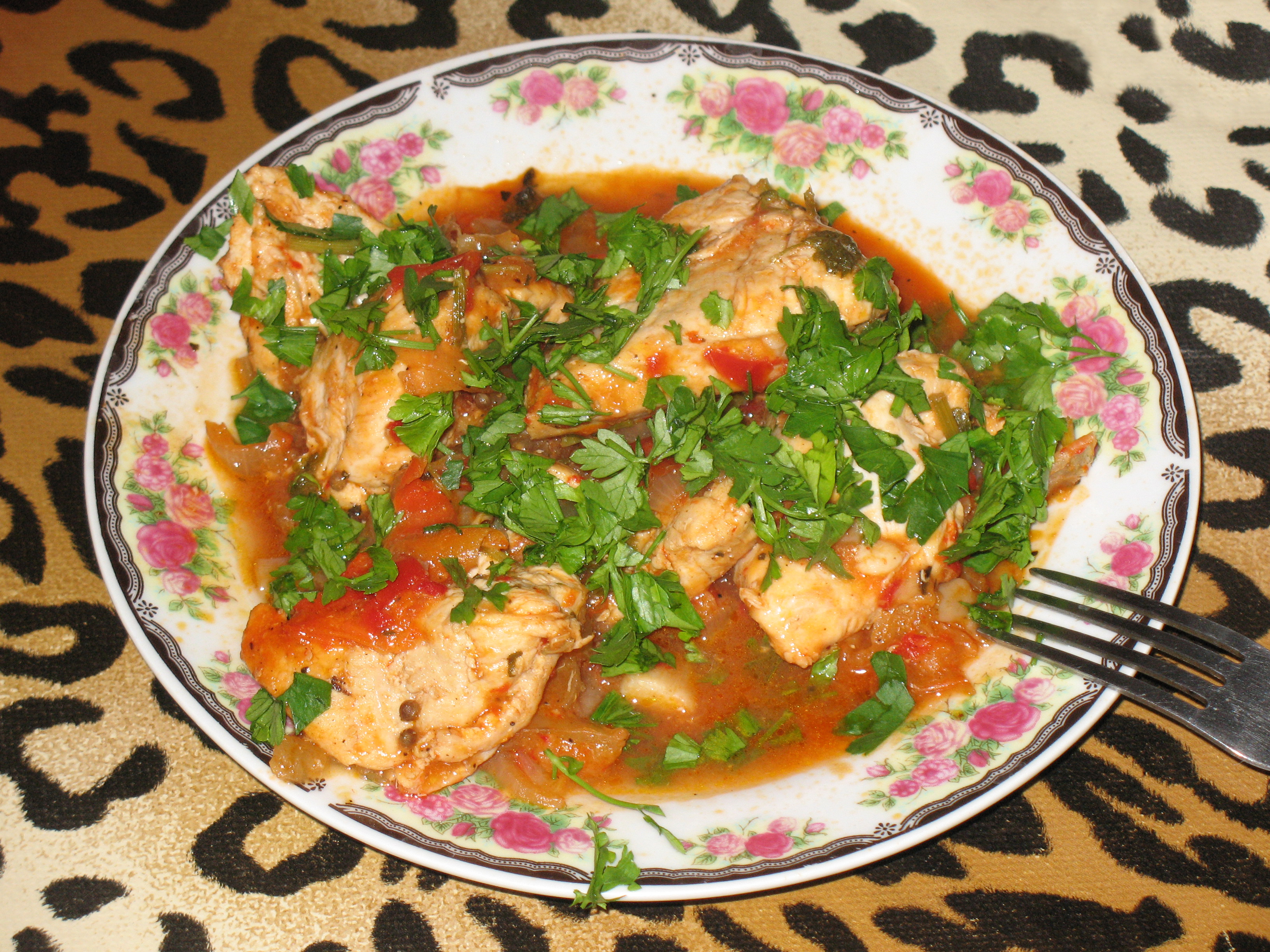
Chajojbili
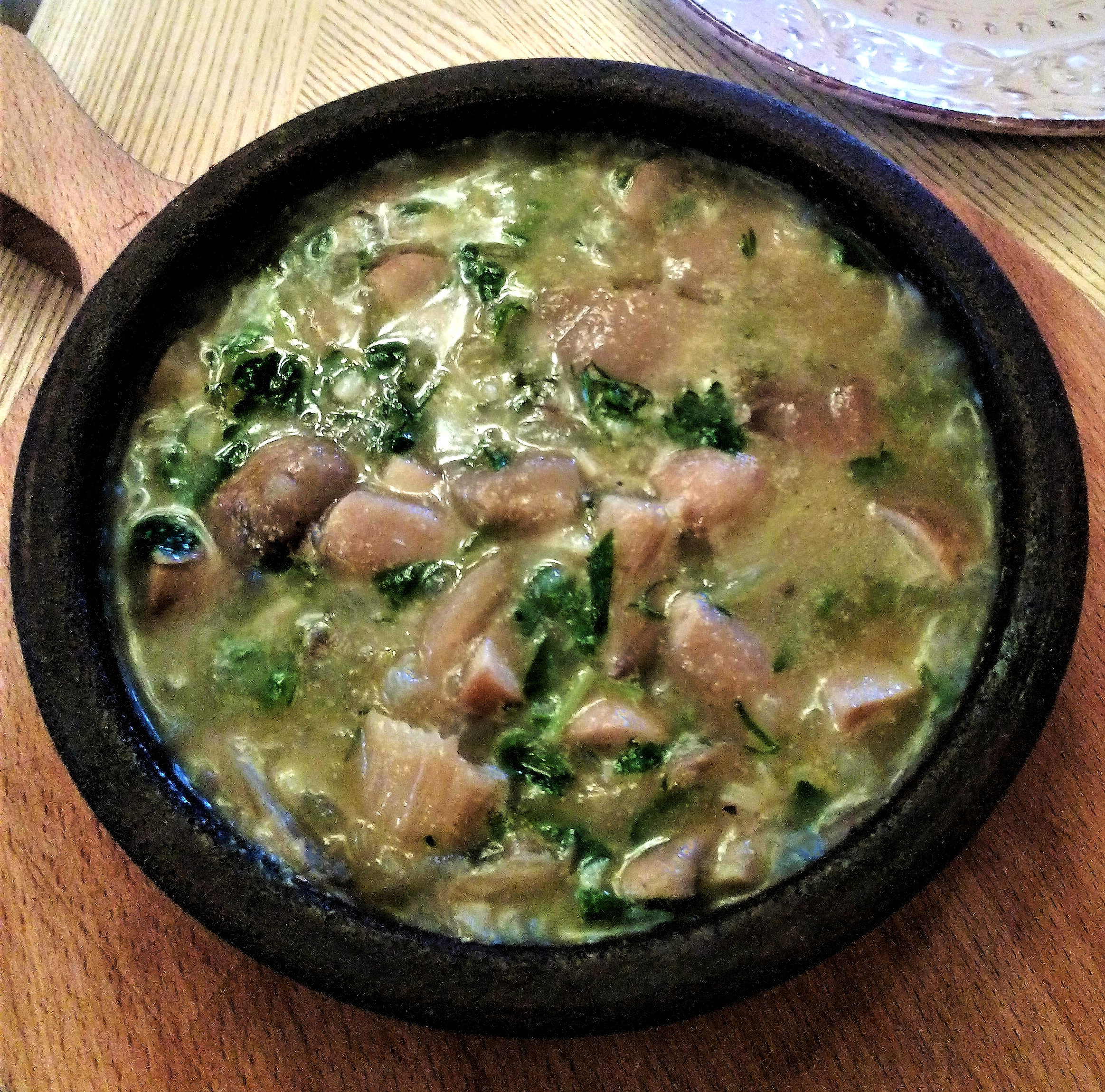
Chaqapuli
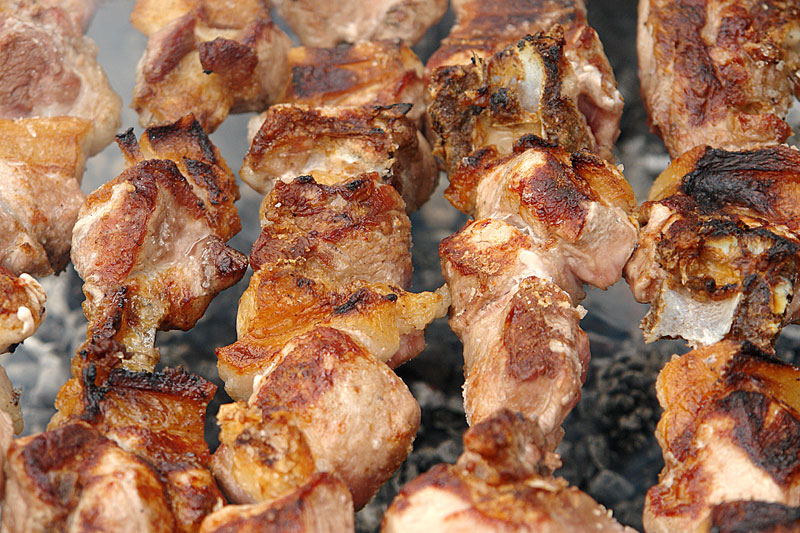
Mtsvadi
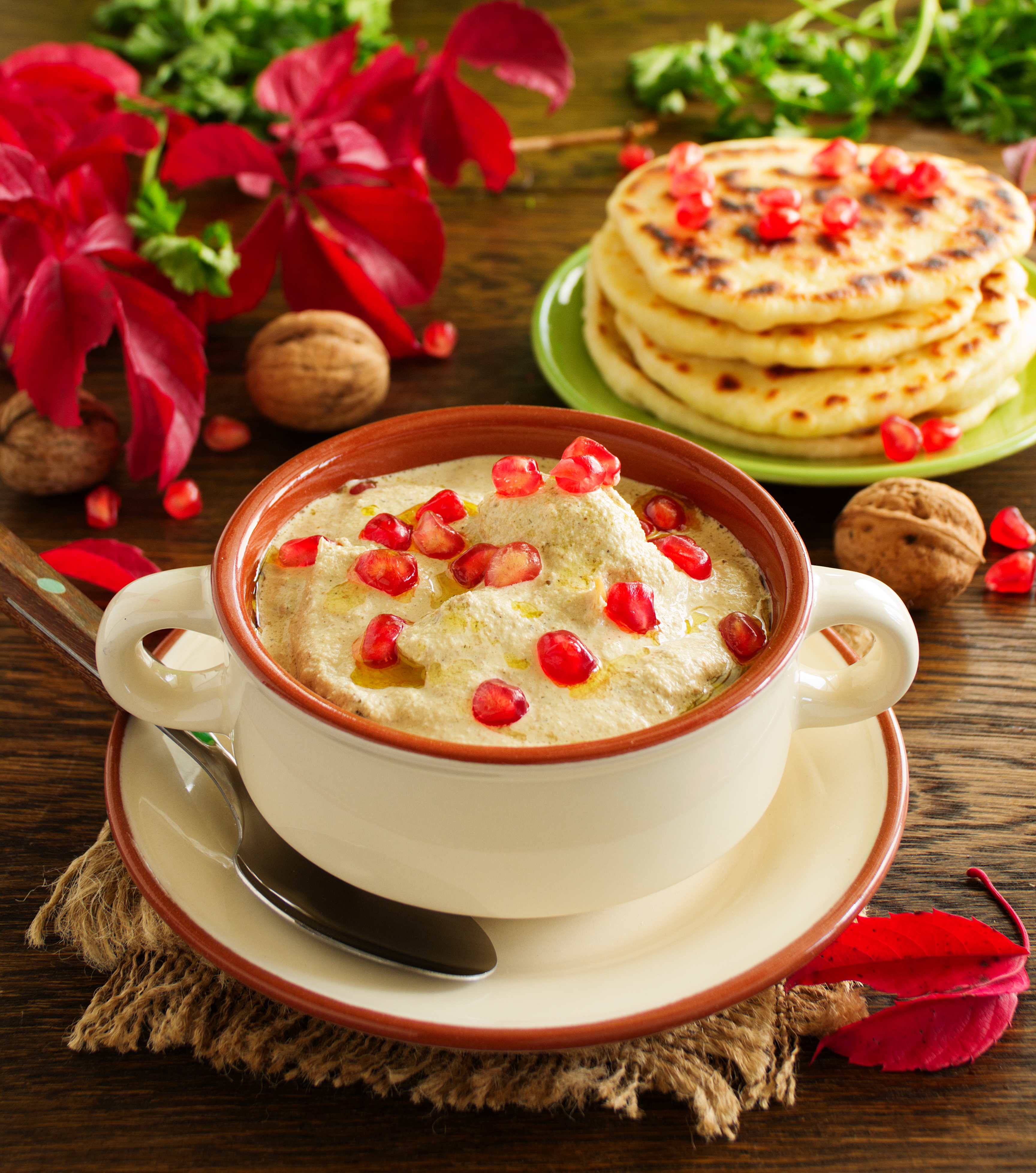
Satsivi

| Nombre                       | Descripción                                                                                                  | Región asociada                     |
| ---------------------------- | --- | ----------------------------------- |
| Bozbashi (ბოზბაში)           | Sopa a base de tomates, alubias, patatas y carne de carnero                                                  | Kajetia                             |
| Chakapuli (ჩაქაფული)         | Guiso de cordero o ternera, estragón, hierbas (perejil, menta, cilantro) y ciruelas                          | Kartli y Kajetia                    |
| Chajojbili (ჩახოხბილი)       | Sopa de pollo, hierbas y de tomate                                                                           | Oeste de Georgia : Guria e Imerecia |
| Chanaji (ჩანახი)             | Sopa de carne de carnero, berenjena, tomate y patata                                                         | Kajetia                             |
| Chijirtma (ჩიხირთმა)         | Sopa de pollo y huevos con un base de harina de trigo                                                        | Kajetia                             |
| Jarcho (ხარჩო)               | Sopa picante con carne de res y nueces                                                                       | Mingrelia                           |
| Jashi (ხაში)                 | Partes de cordero o de vaca en su caldo y ajo                                                                | Este de Georgia                     |
| Matsvnis supi (მაწვნის სუპი) | Sopa a base de matsoni e hierbas                                                                             |                                     |
| Puris jarcho (პურის ხარჩო)   | Sopa a base de pan                                                                                           | Kartli                              |
| Shechamandi (შეჭამანდი)      | Término que designa una variedad de sopa que se base en un alimento principal como espinacas, cornejos, etc. |                                     |

- Jarcho
- Chanaji
- Chajojbili
- Chaqapuli
- Mtsvadi
- Satsivi

### Carne

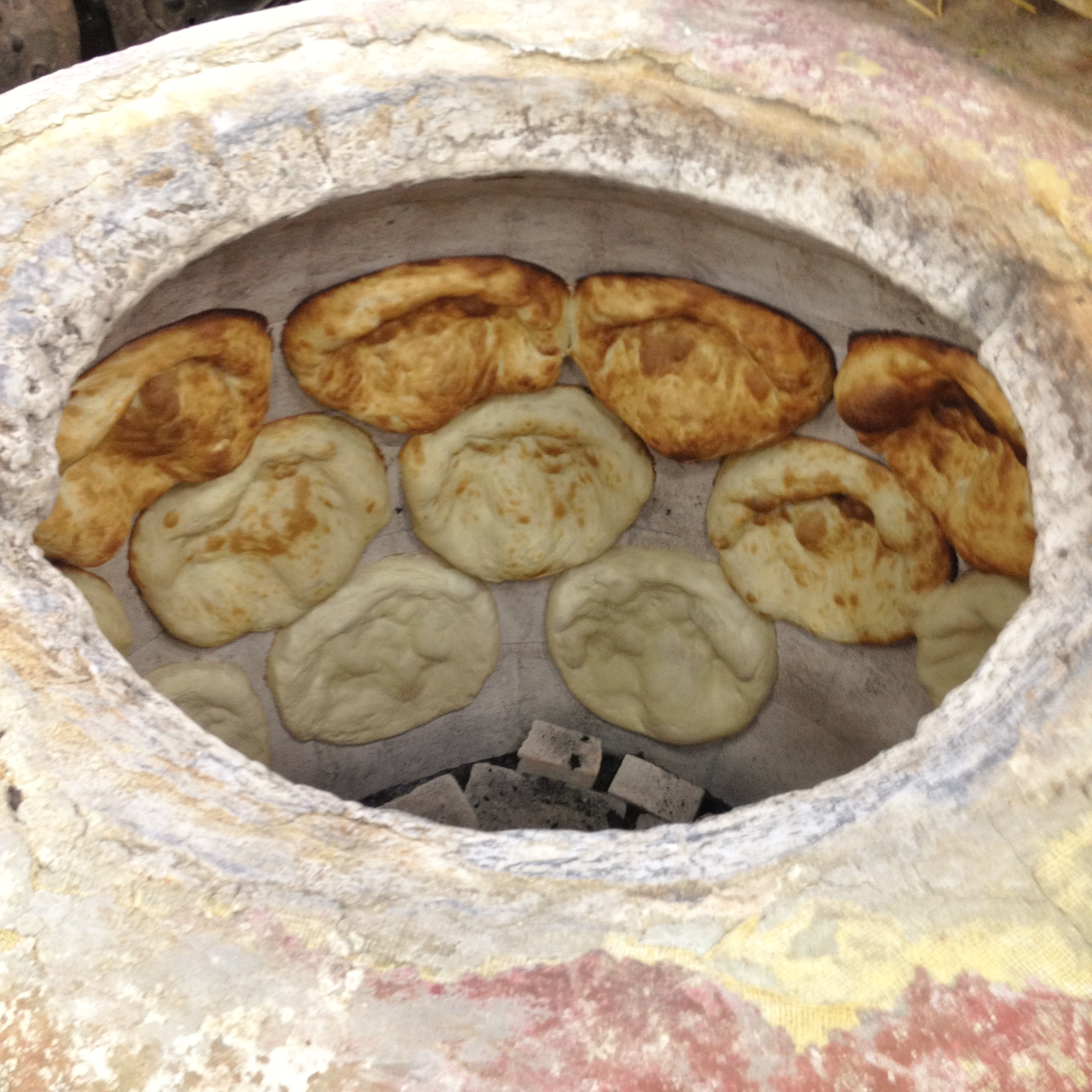
Tonis puri

| Nombre               | Descripción                                          | Región asociada             |
| -------------------- | ---------------------------------------------------- | --------------------------- |
| Abjazura (აფხაზურა)  | Carne de cerdo frita laminado en intestino           | Mingrelia y Abjasia         |
| Gupta (გუფთა)        | Albóndigas en una sopa de tomates                    |                             |
| Jashlama (ხაშლამა)   | Carne hervida de res con sal                         | Kajetia                     |
| Kababi (ქაბაბი)      | Carne picada con especies                            |                             |
| Kuchmachi (კუჭმაჭი)  | Riñones y estómagos de pollo fritos con nueces       | Imericia, Mingrelia y Guria |
| Kupati (კუპატი)      | Salchicha frita de cerdo                             |                             |
| Lori (ლორი)          | Cerdo ahumado                                        | Racha                       |
| Mtsvadi (მწვადი)     | Carne de cerdo o de cordero cocinado en parrilla     | Este del país               |
| Satsivi (საცივი)     | Pollo o pavo en su salca de nueces y especies (baye) | Oeste del país              |
| Shkmeruli (შქმერული) | Pollo en una salca de agua aliácea o en nata         | Racha                       |

### Pan, Masa yJachapuris

#### Panes
| Nombre                   | Descripción                               |
| ------------------------ | ----------------------------------------- |
| Mchadi (მჭადი)           | Pan frito a base de harina de maíz        |
| Shotis puri (შოთის პური) | Pan en forma de canoa cocinado en un tone |
| Tonis puri (თონის პური)  | Pan cocinado en un tone                   |

#### Jachapuris
| Nombre                                   | Descripción                                                                                 | Región asociada     |
| ---------------------------------------- | ------------------------------------------------------------------------------------------- | ------------------- |
| Ayaruli jachapuri (აჭარული ხაჭაპური)     | Jachapuri en forma de barco que contiene además del queso, mantequilla y un huevo al centro | Ayaria              |
| Chajrakina (ჭახრაკინა)                   | Jachapuri con un relleno de queso y hojas de remolacha                                      | Kartli (Samachablo) |
| Guruli jachapuri (გურული ხაჭაპური)       | Jachapuri en forma de luna con un relleno de queso y huevo duro                             | Guria               |
| Imeruli jachapuri (იმერული ხაჭაპური)     | Jachapuri rellenado con queso sólo                                                          | Imericia            |
| Kubdari (კუბდარი)                        | Pastel rellenado con carne de cerdo y hierbas                                               | Svanetia            |
| Lobiani (ლობიანი)                        | Pastel rellenado con alubias y a veces con carne de cerdo (lori)                            | Racha               |
| Osuri jachapuri / Jabizguina (ხაბიზგინა) | Jachapuri con un relleno de queso mezclado con patatas                                      | Samachablo          |
| Penovani jachapuri (ფენოვანი ხაჭაპური)   | Jachapuri con una masa de hojaldre                                                          | Tiflis              |

#### Otro platos de masa

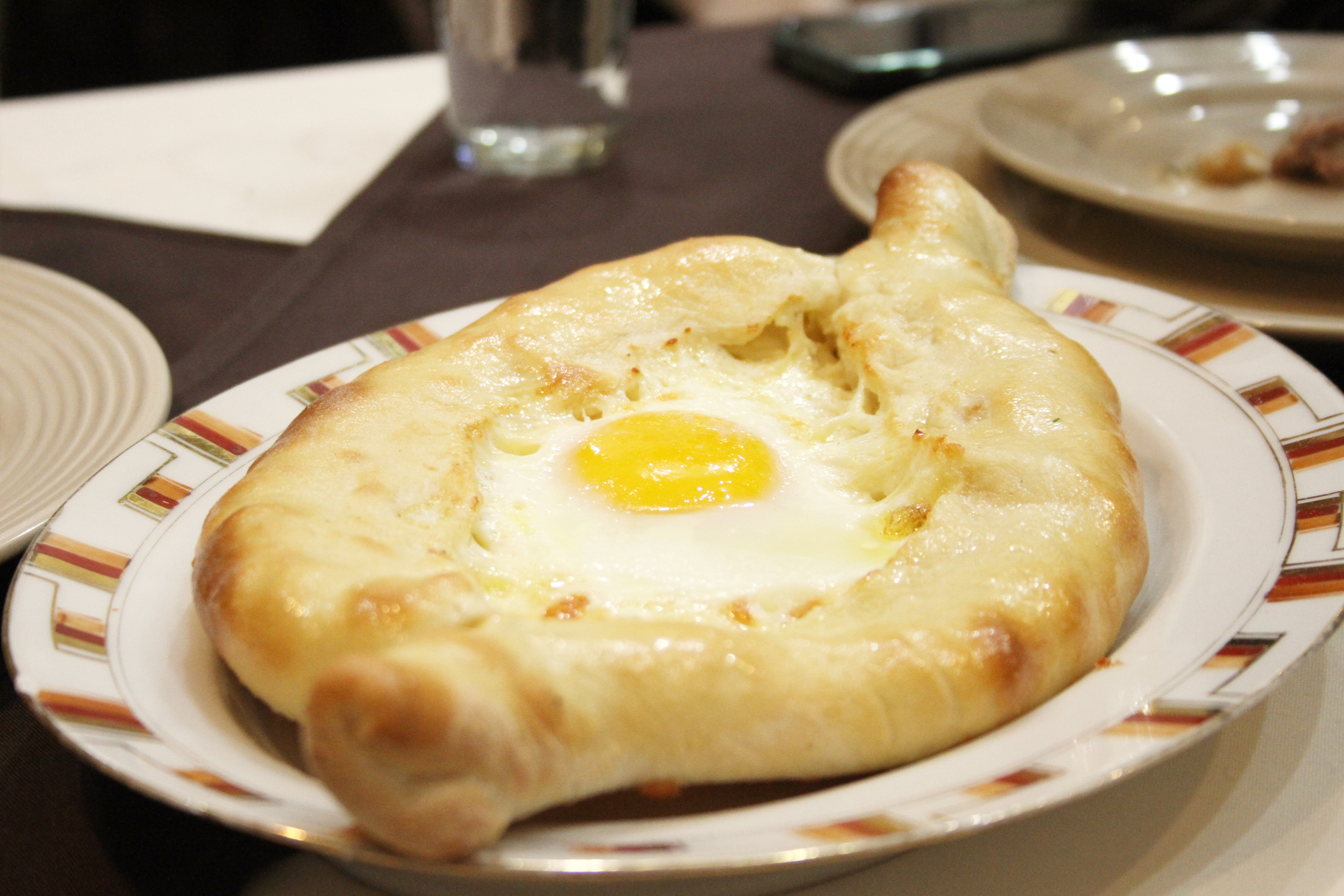
Ayaruli jachapuri
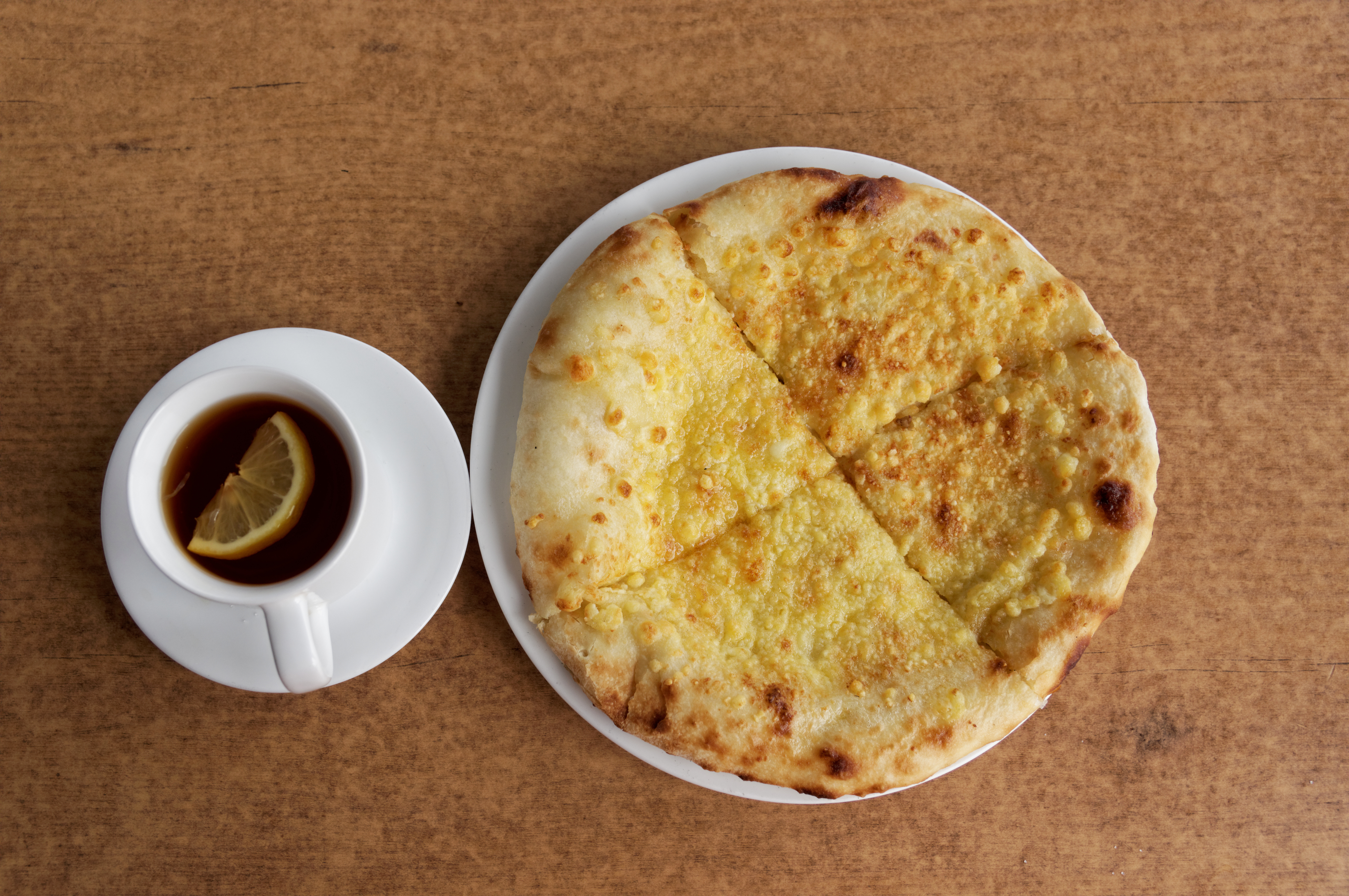
Imeruli jachapuri
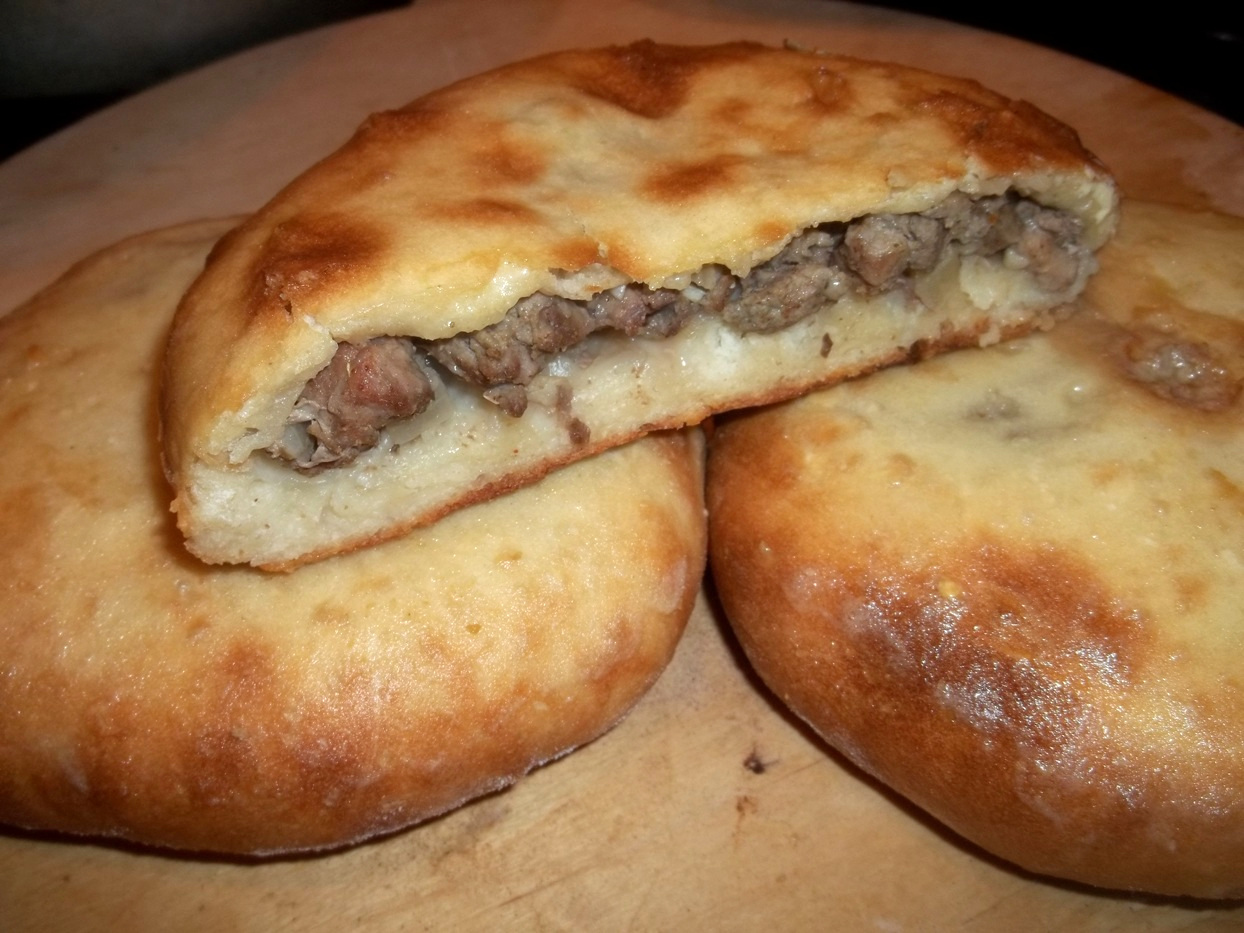
Kubdari
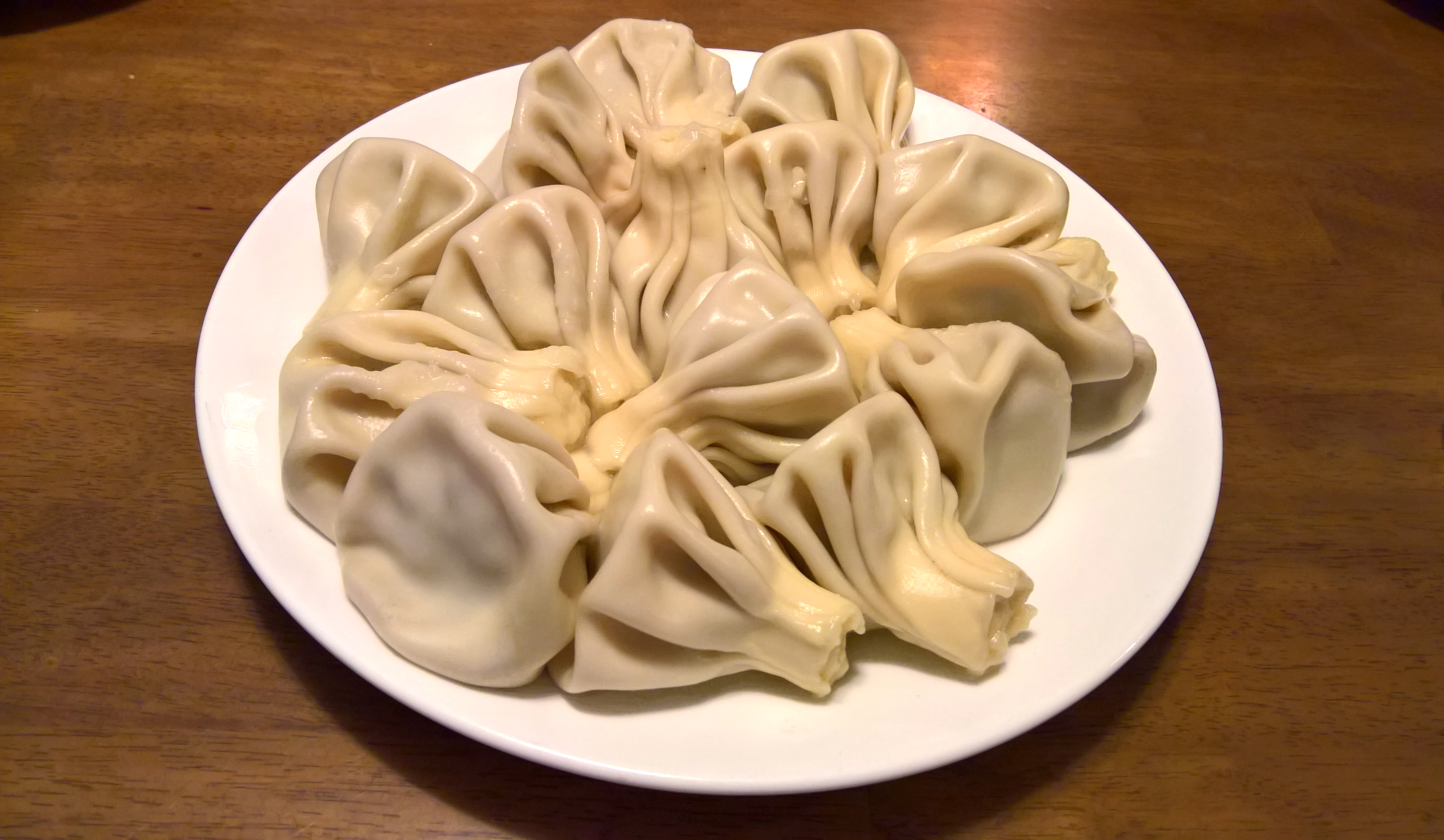
Jinkalis
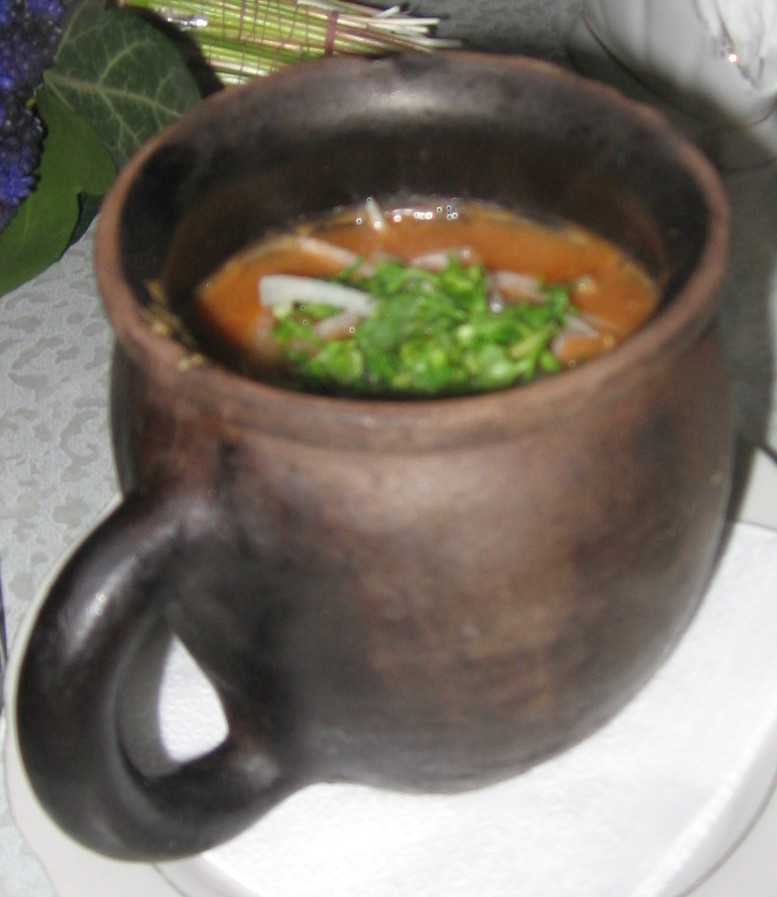
Lobio
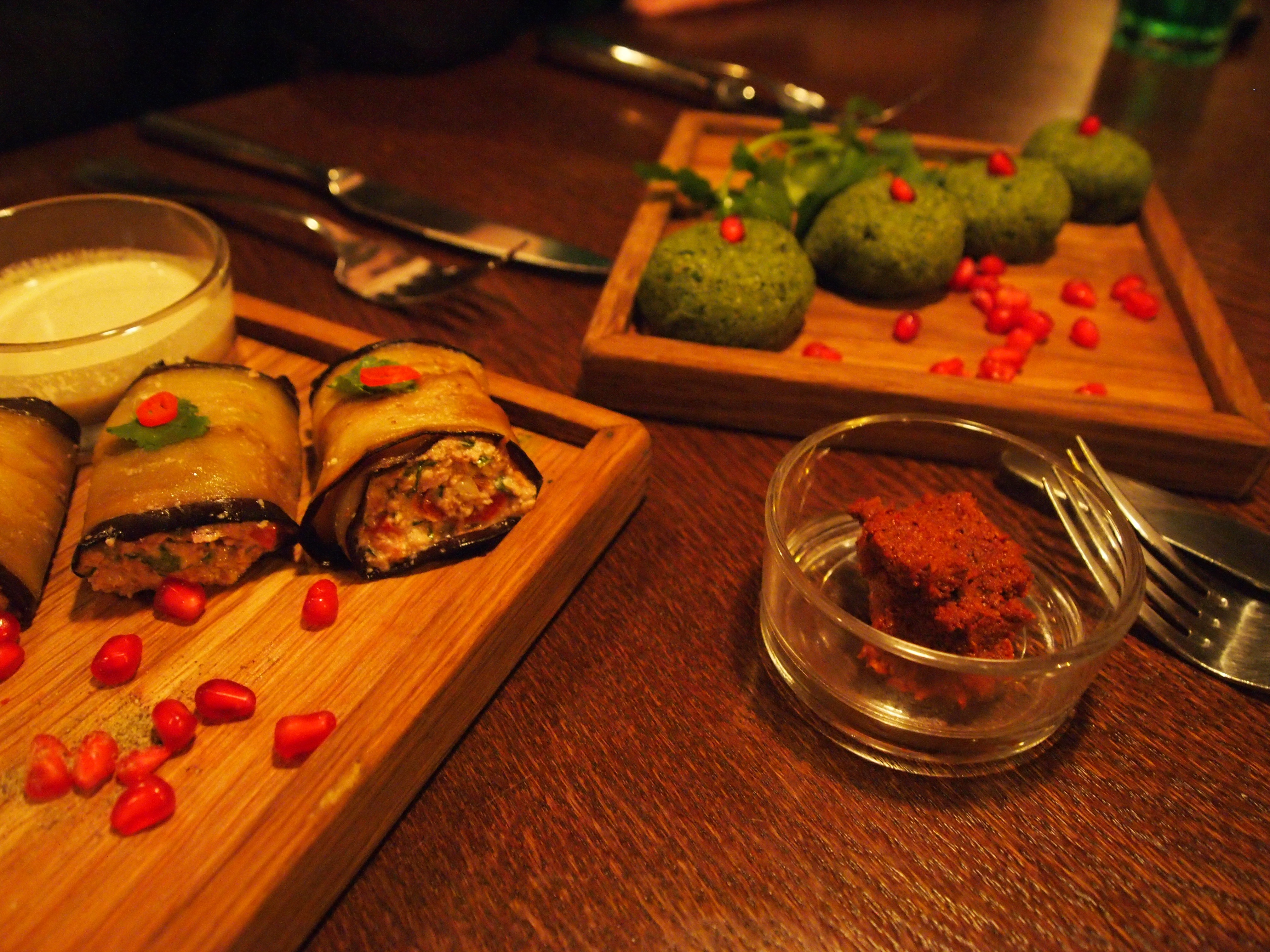
Nigvziani badriyani (izquierda) y Pjali (izquierda)

| Nombre            | Descripción                                                                                         | Región asociada                                                                              |
| ----------------- | --------------------------------------------------------------------------------------------------- | -------------------------------------------------------------------------------------------- |
| Achma (აჩმა)      | Plato similar a la lasaña rellenado con queso y mantequilla                                         | Abjasia y Ayaria                                                                             |
| Jinkali (ხინკალი) | Empanadillas rellenas de carne, hierbas y ajo pero también rellenas de patata, queso y champiñones. | Kajetia y regiones montañosas de Georgia del noreste (Tusheti, Pshavi, Khevsureti, Mtiuleti) |
| Sinori (სინორი)   | Rellenos de queso y erbo                                                                            | Ayaria                                                                                       |

### Verduras
| Nombre                                          | Descripción | Región asociada  |
| ----------------------------------------------- | --- | ---------------- |
| Ayapsandali (აჯაფსანდალი)                       | Estofado de berenjena, patata, tomate y hierbas                                                                                          |                  |
| Badriynis jizilala (ბადრიჯნის ხიზილალა)         | Berenjena frita picada con granada y hierbas                                                                                             |                  |
| Kitri-pomidvris salata (კიტრი-პომიდვრის სალათა) | Ensalada a base de tomates, pepinos, cebollas y hierbas (nueces pueden ser añadidos en algunas regiones en la parte occidental del país) |                  |
| Lobio (ლობიო)                                   | Frijoles |                  |
| Mtsnili (მწნილი)                                | Verduras encurtidos |                  |
| Nigvziani badriyani (ნიგვზიანი ბადრიჯანი)       | Berenjena frita laminada rellena con una "salsa" de nueces y especies                                                                    | Guria e Imericia |
| Pjali (ფხალი)                                   | Término que designa una variedad de verduras picadas (espinacas, remolachas, coles)                                                      |                  |
| Yonyoli (ჯონჯოლი)                               | Staphylea |                  |

## Postres
Aparte de los postres como Ponchikes o Napoleones (Milhojas rusas) que están omnipresentes en la cocina georgiana debido a la historia propia del país, existen asimismo postres que son proprios al país y a la cultura georgiana.
| Nombre                 | Descripción | Región asociada                   |
| ---------------------- | --- | --------------------------------- |
| Alajaruí (ალაჰარუი)    | Cuero de higos deshidratados | Abjasia                           |
| Chiri (ჩირი)           | Frutas secas (se utiliza sobre todo albaricoques, ciruelas, uvas, caquis, o higos)                                                                      |                                   |
| Churchkhela (ჩურჩხელა) | Postre hecho con jugo de uva, harina de maíz y nueces.                                                                                                  | Este de Georgia : Kajetia, Kartli |
| Janjukha (ჯანჯუხა)     | Similar al churchkhela sin embargo a los nueces se sustituyen avellanas                                                                                 | Oeste de Georgia : Guria, Ayaria  |
| Gozinaki (გოზინაყი)    | Dulce consumido durante las festejas del Nuevo Año. Consisten en nueces con miel                                                                        |                                   |
| Muraba (მურაბა)        | Similar a la marmelada pero de consistencia más líquida. Se utiliza frutas como albaricoques, ciruelas, cerezas, membrillo o sandías, o nueces enteros. |                                   |
| Nazuki (ნაზუქი)        | Pan dulce con canela, pasas de uva y piel de limon | Kartli                            |
| Pelamushi (ფელამუში)   | Algo como una jalea de uva pero en vez de gelatina se utiliza harina de maíz y jugo de uva                                                              |                                   |
| Pakhlava (ფახლავა)     | Baklava con nueces | Ayaria                            |
| Tklapi (ტყლაპი)        | Cuero de frutas deshidratadas |                                   |

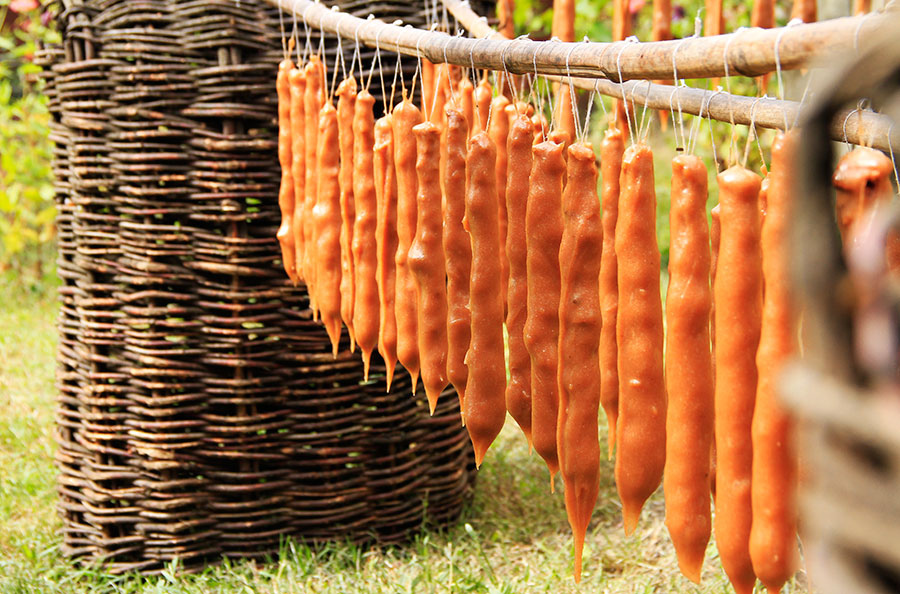
Churchkhelas que están secándose
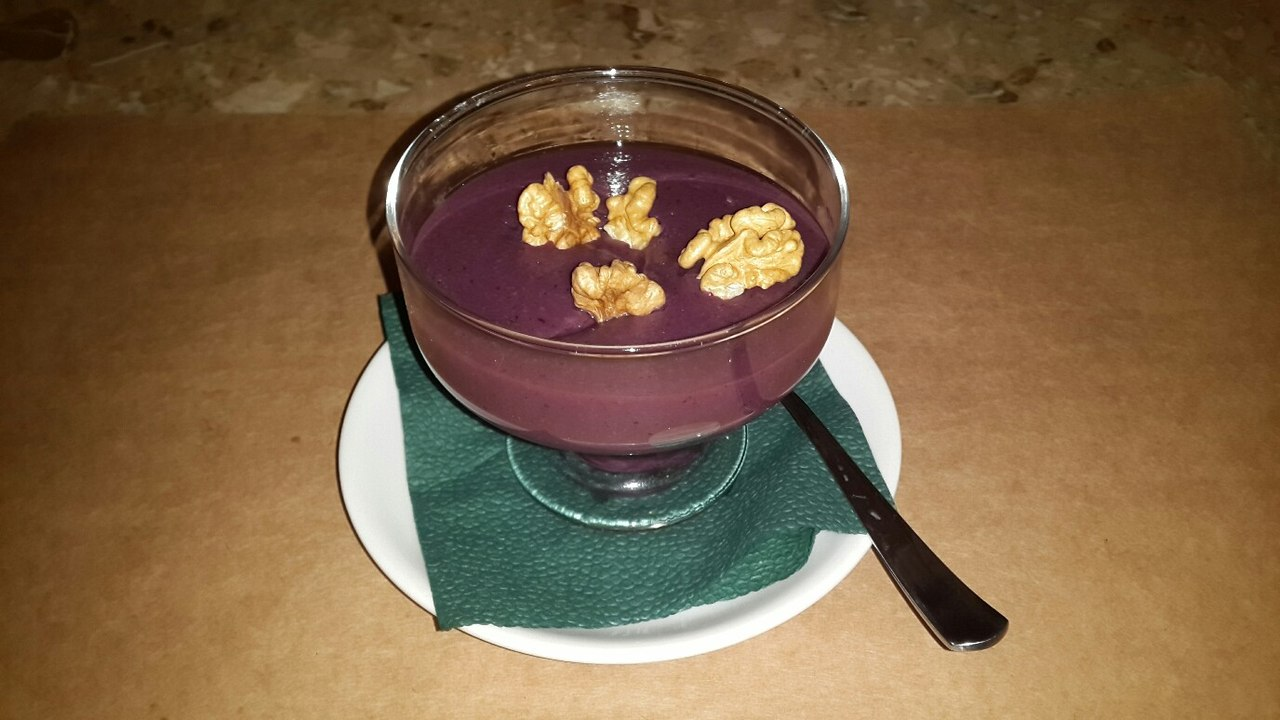
Pelamushi
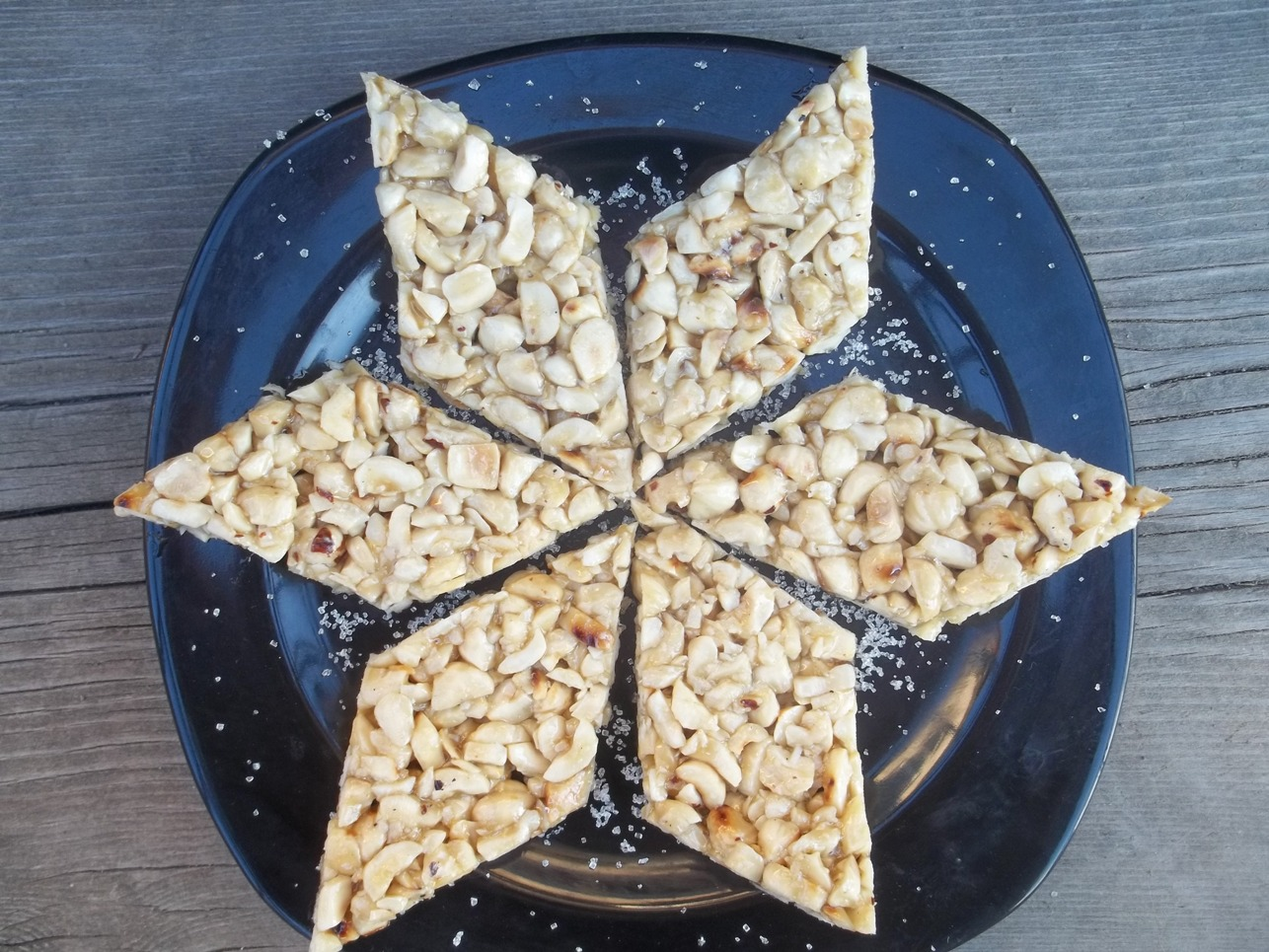
Gozinaki en forma de losanges
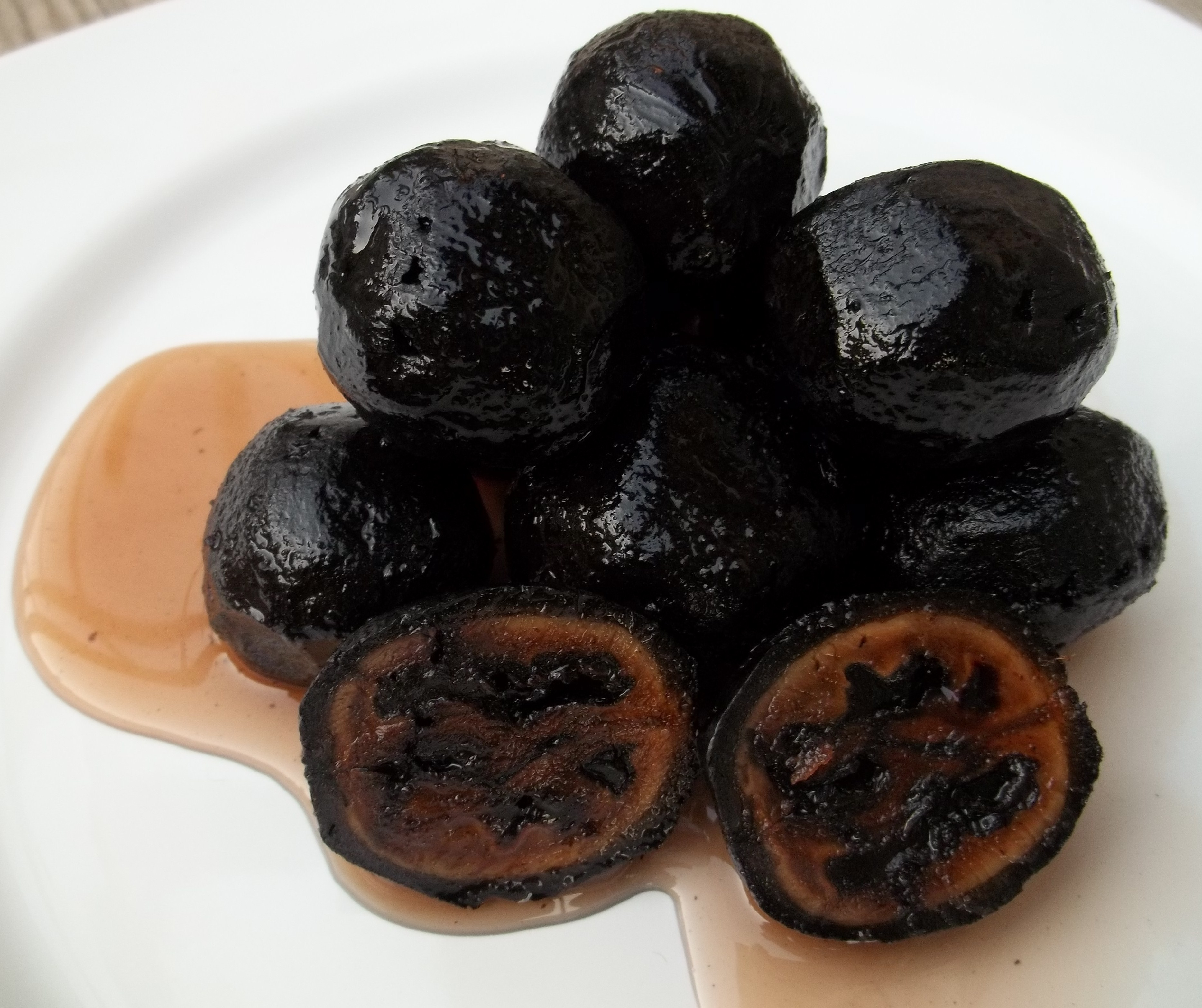
Muraba de nueces

## Bebidas
- Chacha
- Vino de Georgia

## Platos regionales

### Gastronomía de Abjasia

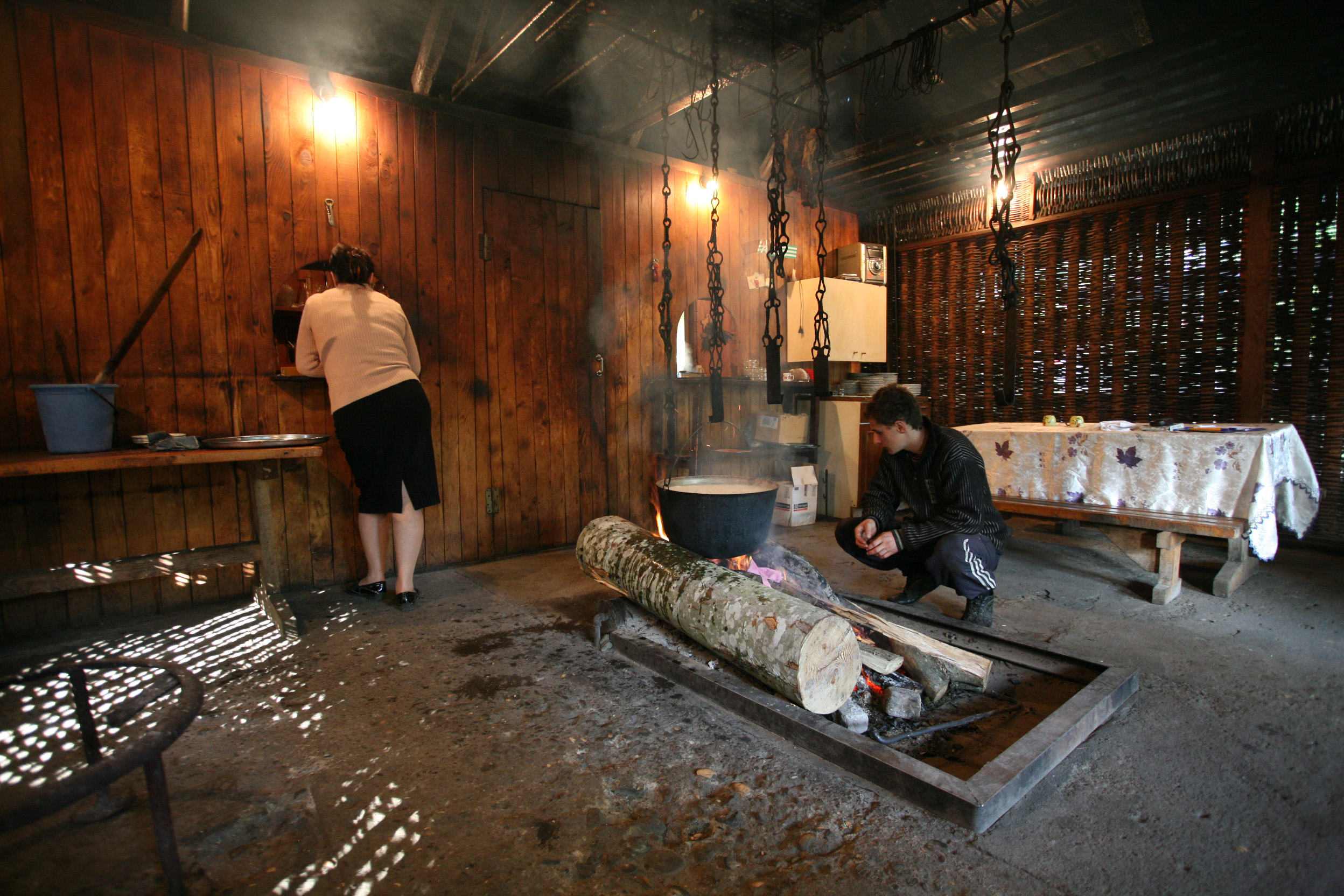
Cocina tradicional de Abjasia

Abjasia es una región cuya gastronomía es rica en especies (adjika por eso viene de la región), en nueces y en pimiento como en Mingrelia con la que comparte algunos platos aunque diferencias existen respecto al nombre de los platos.
Platos típicamente atribuidos a la región incluyen abista (plato similar a la mamaliga), avshvapan (queso "esculpido" a veces ahumado), aristvmgvel (pan frito a base de una mezcla de harina de maíz y de nueces), akutaghchapa (huevos endiablados con nueces) o también achma (lasaña de queso).
Asimismo, Abjasia es una región productor de vinos.

### Gastronomíalaz
Aunque la mayor parte de los Lazes y de sus tierras ancestrales se ubican en Turquía, un parte de ellos sigue viviendo en Georgia, más particularmente en Ayaria cerca de la frontera.
La gastronomía laz difiere del resto de la gastronomías regionales ya que utiliza pescado (especialmente anchoas) abundantemente.
Platos lazes incluyen kapcha taghanay (anchoas fritas con verduras), kapcha prinyoni (pilaf con anchoas), kapchoni mchkudi (pan frito de maíz y de anchoas), lu dudey (alubias machacadas con puerro, cebolla y especies).
En Turquía, algunos platos como muhlama o paponi (conocido como Laz böreği) son atribuidos al pueblo laz pero no son prevalentes entre los Lazes que viven en Georgia.

## Otros
- Adjika
- Khmeli suneli